# Orovnik
Orovnik, kyrillisch Оровник, ist ein kleines Dorf in der Gemeinde Debarca im Südwesten Nordmazedoniens. Laut der letzten Volkszählung im Jahr 2002 hatte der Ort 440 Einwohner. Die Mehrheit waren Mazedonier, die sich zum christlich-orthodoxen Glauben bekannten und Mazedonisch als Muttersprache nannten.
Orovnik liegt nur einen Kilometer nördlich des Ohridsees an einem Westhang auf rund 735 m Höhe. Der kleine Dorfbach entspringt im östlichen Hügelzug. Westlich erstreckt sich die Ebene von Struga, eine rund 100 km² weite Landwirtschaftsfläche, die zu den größten Südwestmazedoniens zählt. Durch sie fließt der Drin, der bei Struga aus dem Ohridsee entspringt. An den Berghängen von Orovnik gibt es neben kultivierten Weinreben auch viele alte Exemplare der Gewöhnlichen Rosskastanie und der Echten Walnuss, was in diesem Gebiet nicht ungewöhnlich ist. Auf den Äckern im Westen werden meist Mais, Weizen, Roggen und Weißkohl angebaut.
Die nächsten Orte sind im Norden Gorenci, im Westen Misleševo und im Süden Podmolje. Der Gemeindehauptort Belčišta ist mit etwa 20 Kilometer Entfernung vergleichsweise weit entfernt. Er spielt jedoch für Orovnik in wirtschaftlicher, gesellschaftlicher und historischer Hinsicht keine Rolle. Wichtige Städte in der Geschichte von Orovnik sind und waren Ohrid und Struga, die beide etwa gleich weit entfernt sind (etwa sieben Kilometer).
Die Nationalstraße A2, die die Landeshauptstadt Skopje mit der albanischen Grenze Qafë Thana südwestlich der Stadt Struga verbindet, führt westlich des Dorfkerns vorbei. Sie ist Teil des Paneuropäischen Verkehrskorridors 8. Somit liegt Orovnik an einer europaweit wichtigen Trasse. Noch weiter westlich befindet sich der Flughafen Ohrid, einer der zwei internationalen Flughäfen Mazedoniens. Eisenbahnen gibt es in diesem Teil des Landes seit 1966 nicht mehr. Bis zu diesem Jahr führte nämlich eine Schmalspurbahn parallel zur Nationalstraße und verband Gostivar mit Ohrid. Für die 167 Kilometer brauchte die aus dem Ersten Weltkrieg stammende Feldbahn über 17 Stunden. In Orovnik hielt sie jedoch nicht, prägte aber das Dorfbild für über 50 Jahre.
Die Bevölkerung in Orovnik ist traditionell in der Land- und Viehwirtschaft beschäftigt. Auch die Imkerei, die Weinkultur und der Handel haben eine lange Tradition. Heute hat die Landwirtschaft jedoch mit großen Problemen zu kämpfen. Deshalb mussten sich die Einwohner neu orientieren. Der Großteil sind Pendler, die im Gewerbe, im Tourismus oder in der Verwaltung von Ohrid und Struga arbeiten. Viele sind auch arbeitslos.
Wichtigste Sehenswürdigkeit ist die christlich-orthodoxe Kirche St. Elias (mazedonisch Sveti Ilija) im Dorfzentrum.